# Kangasvuori
Kangasvuori est un  quartier de Jyväskylä en Finlande.

## Description
Kangasvuori fait partie du district de Huhtasuo.
Il comptait 4648 habitants en 2018.

## Lieux et monuments

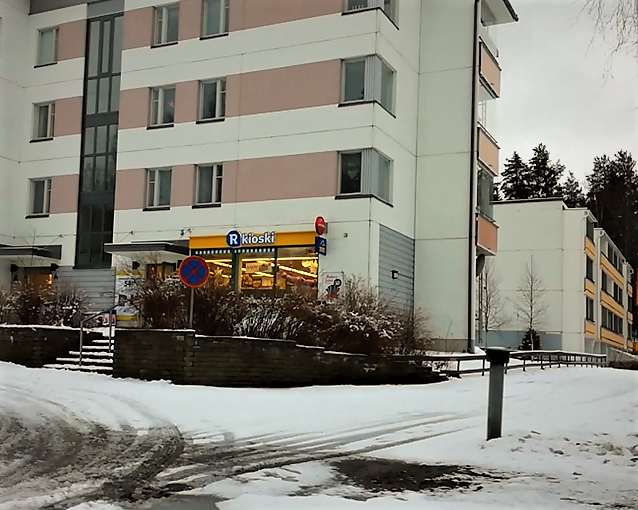
Immeuble et R-kioski.
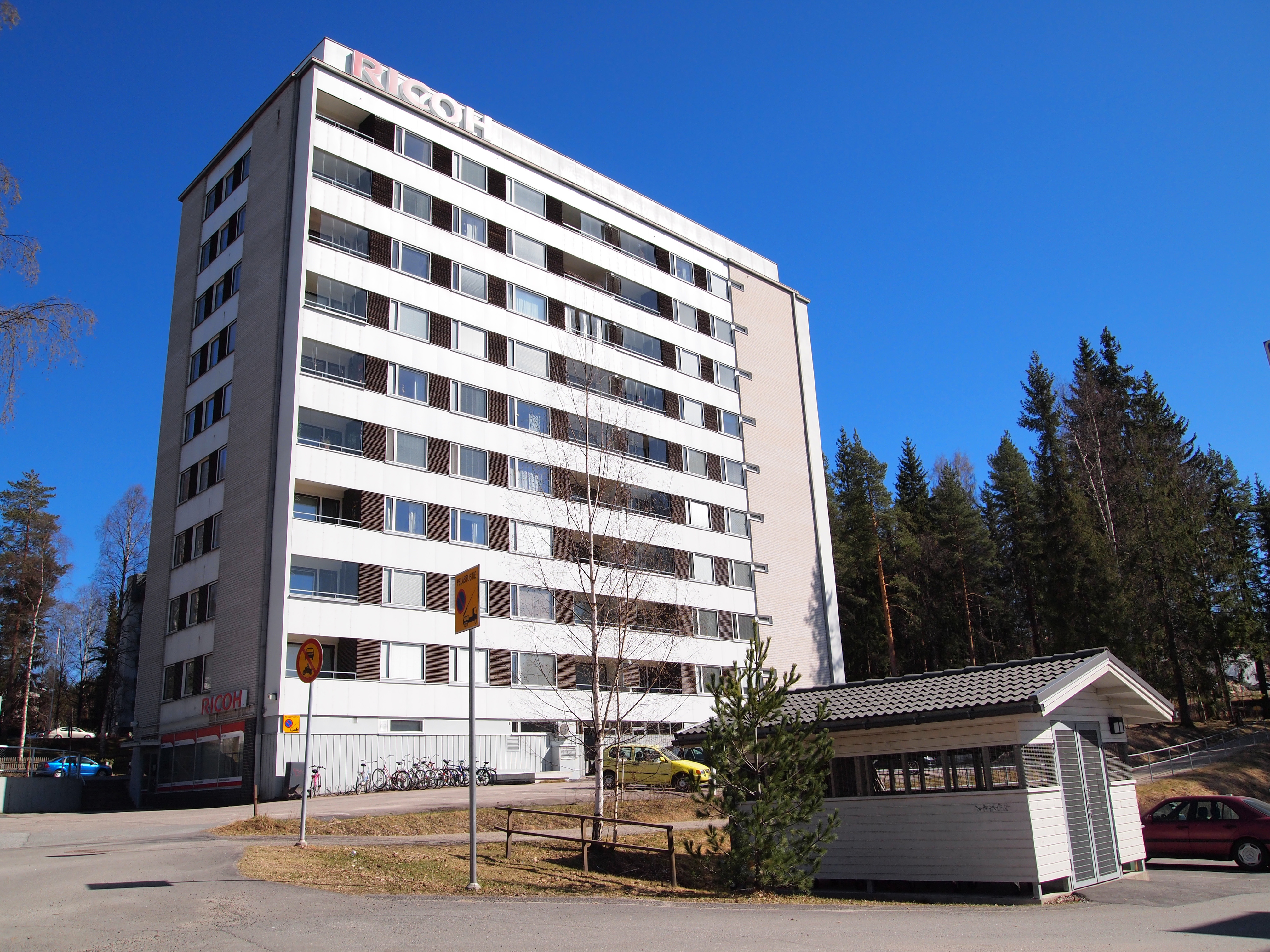
Immeuble construit en 1967.
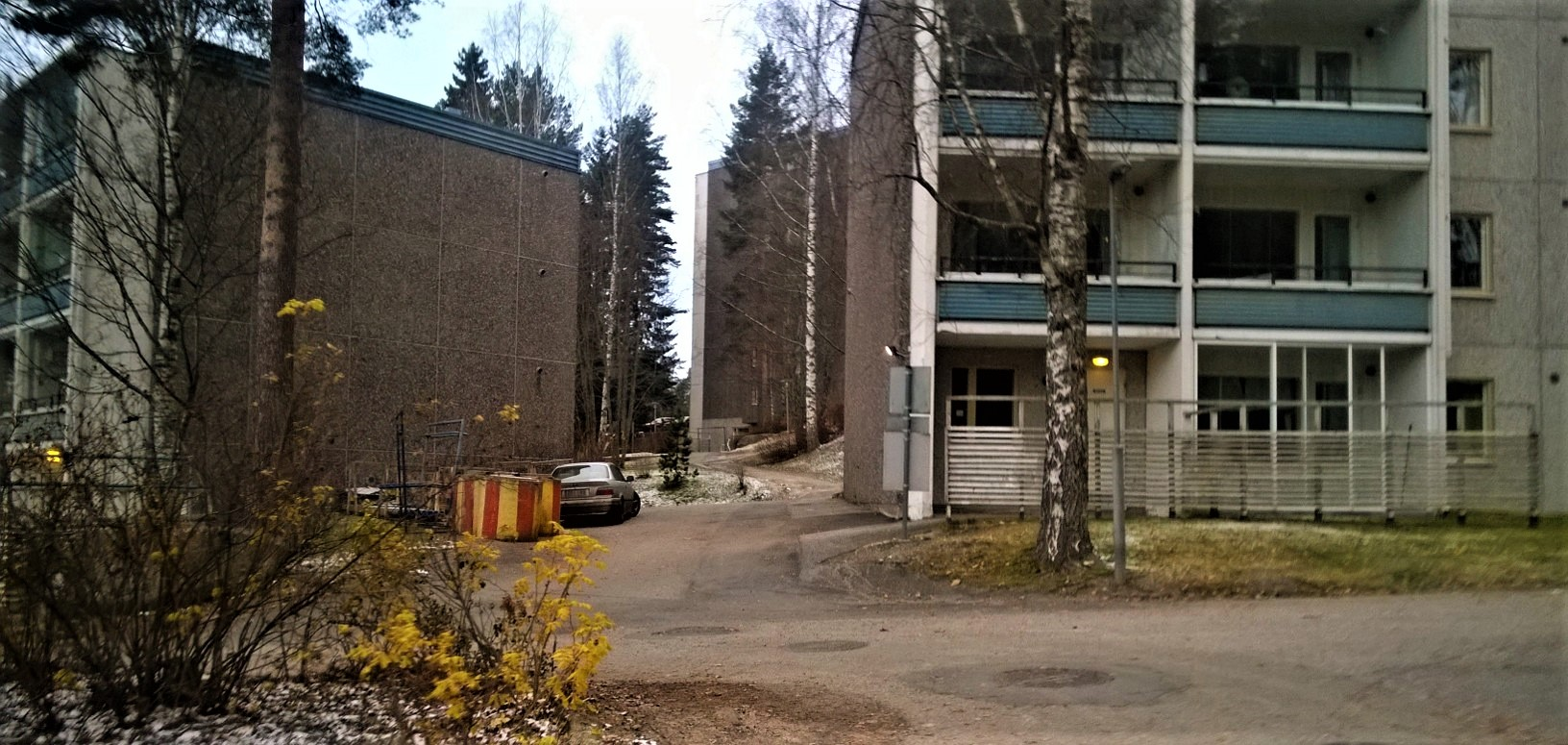
Immeuble des années 1970 à Pupuhuhta.
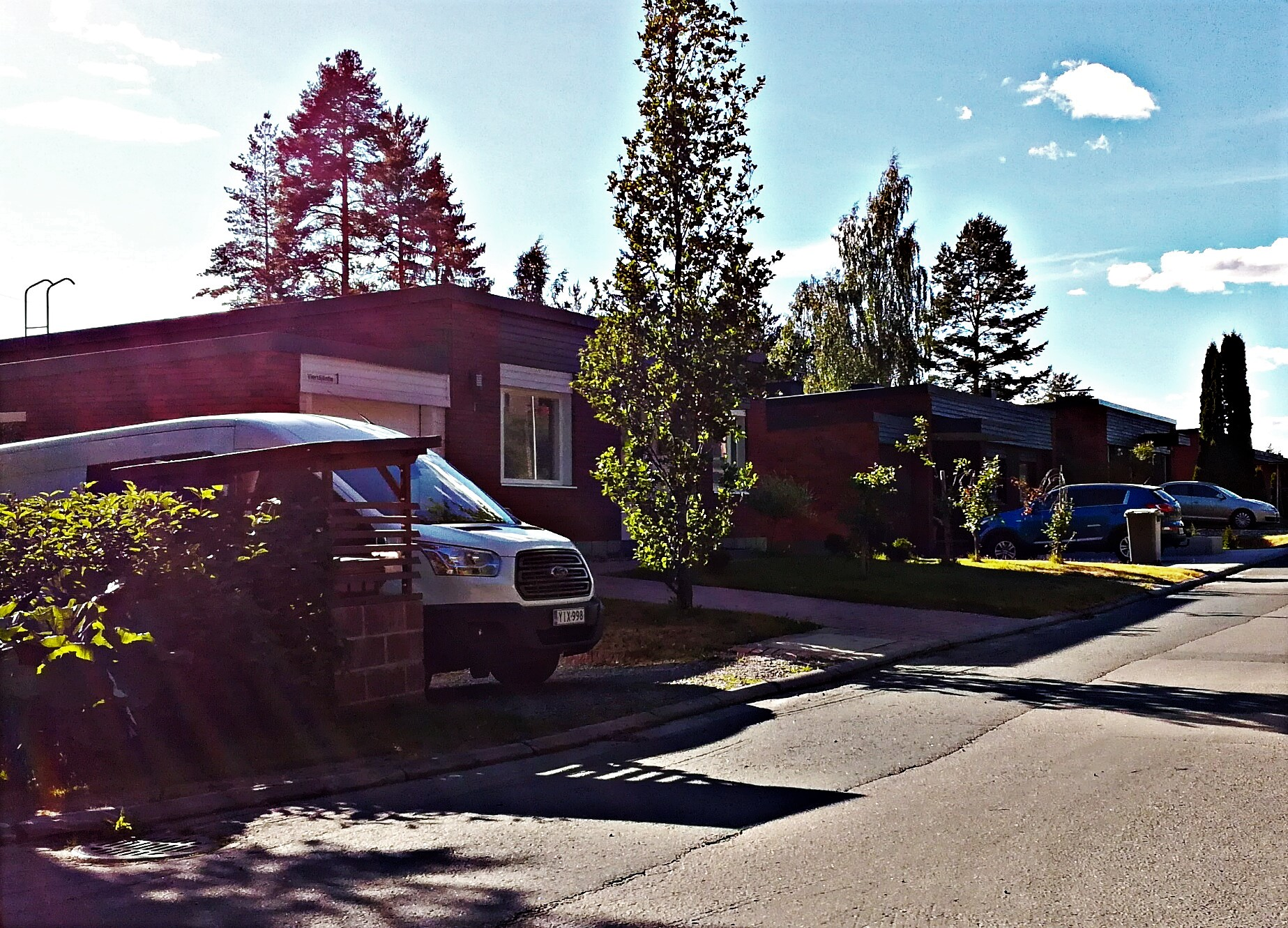
Maisons individuelles.

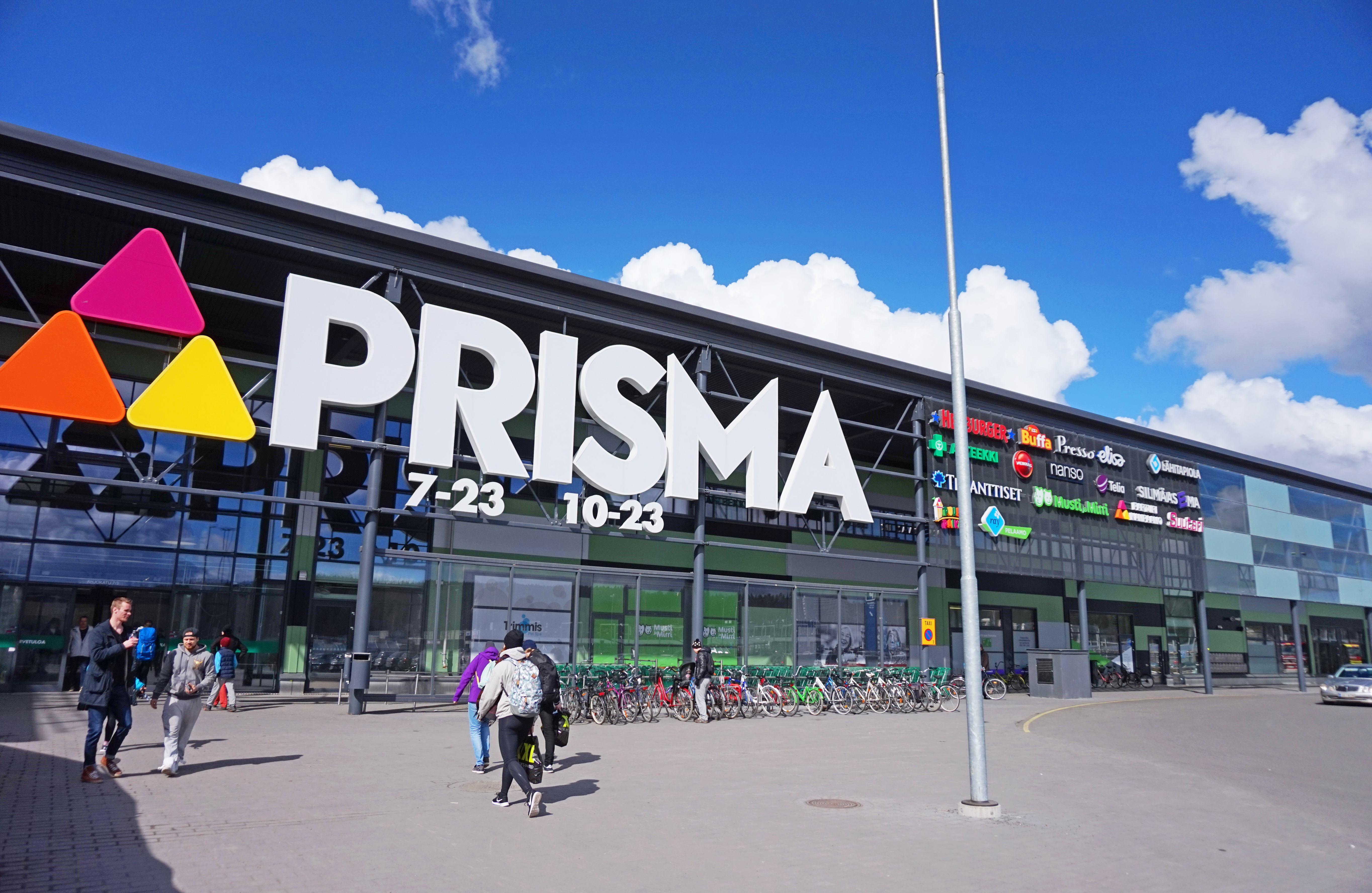
Prisma dans la zone de Seppälä.
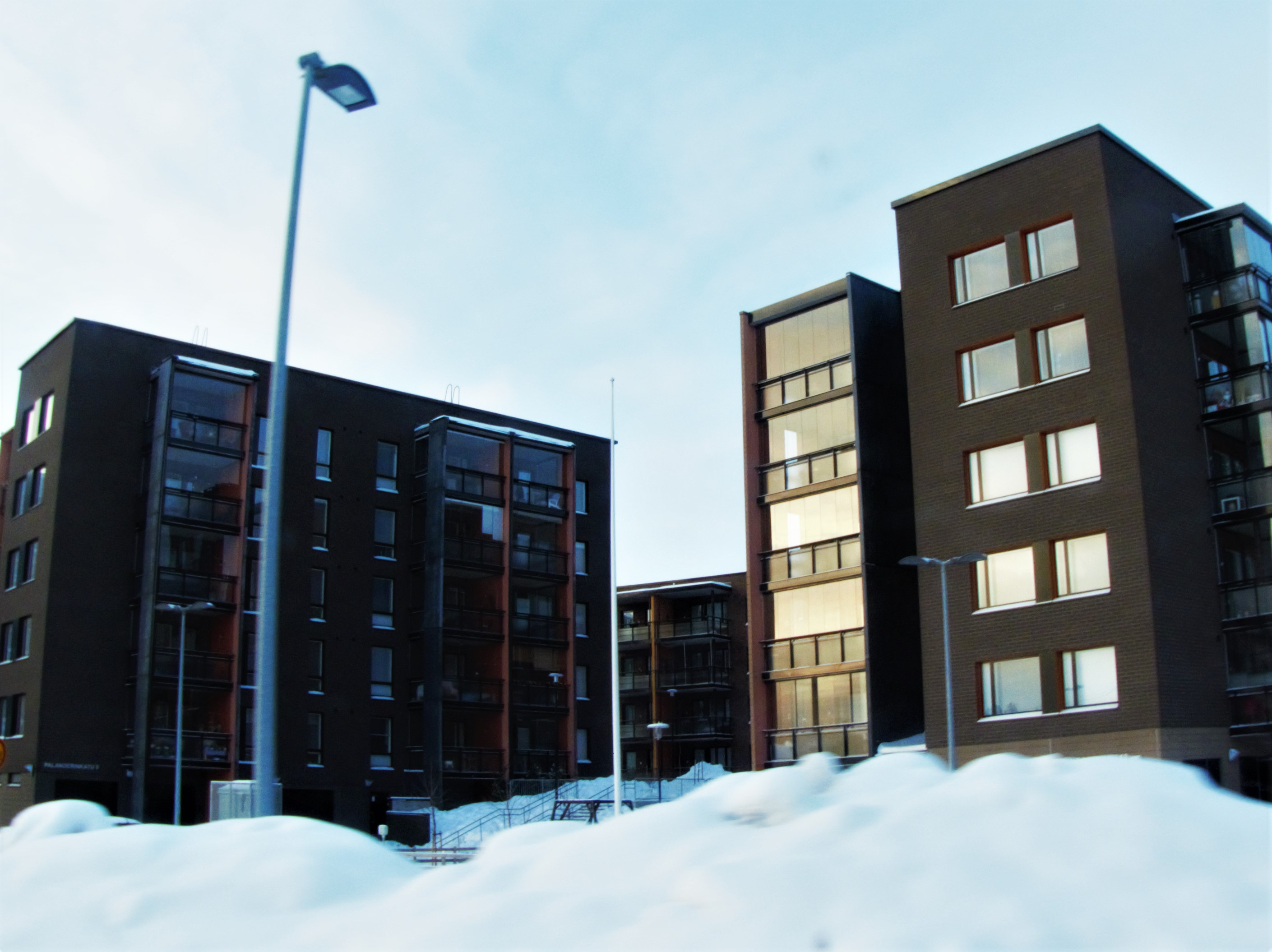
Immeubles construits dans les années 2010, rue Palanderinkatu.
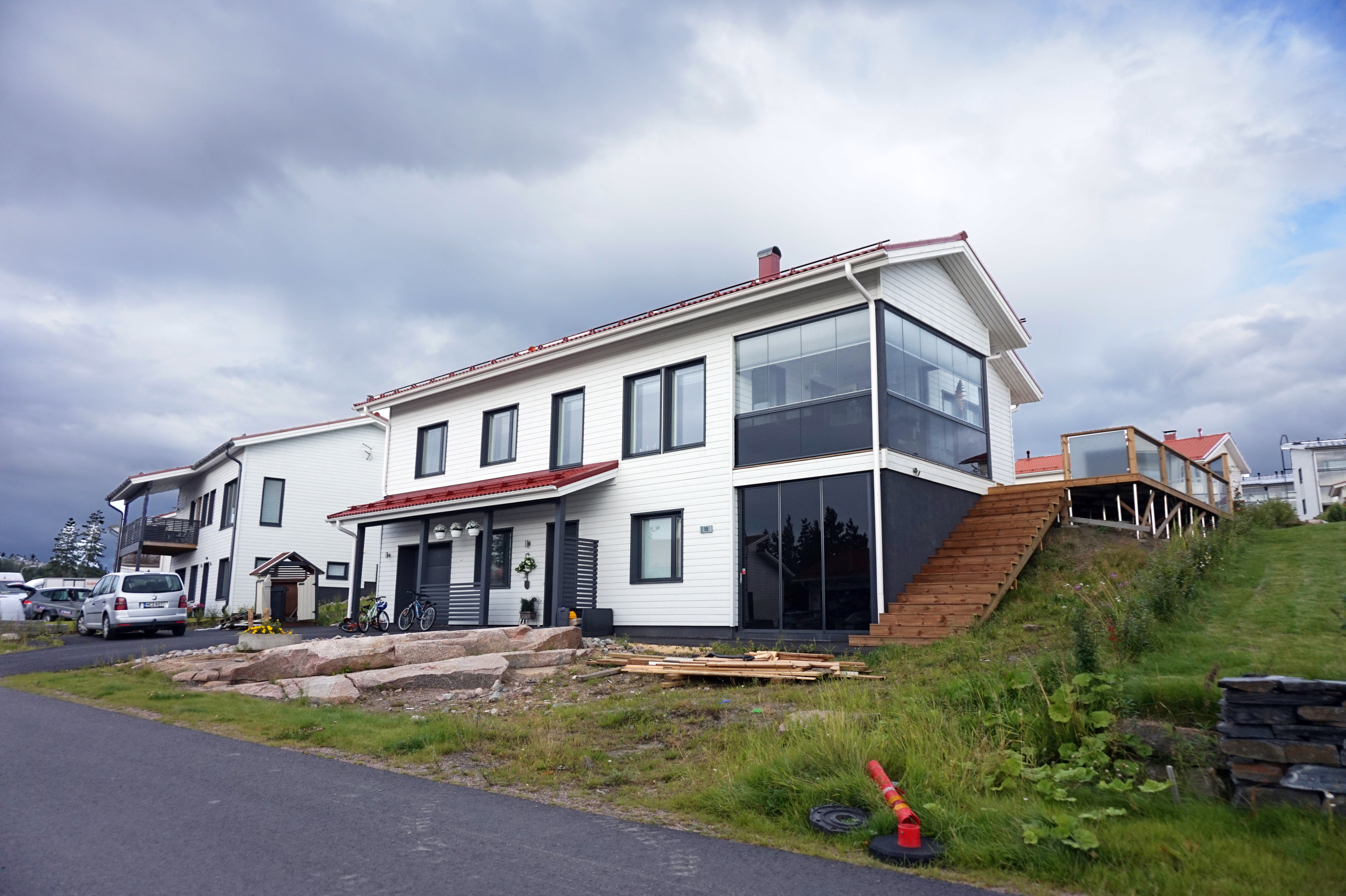
Maison construite dans les années 2010, à Liitokurrenkaare.
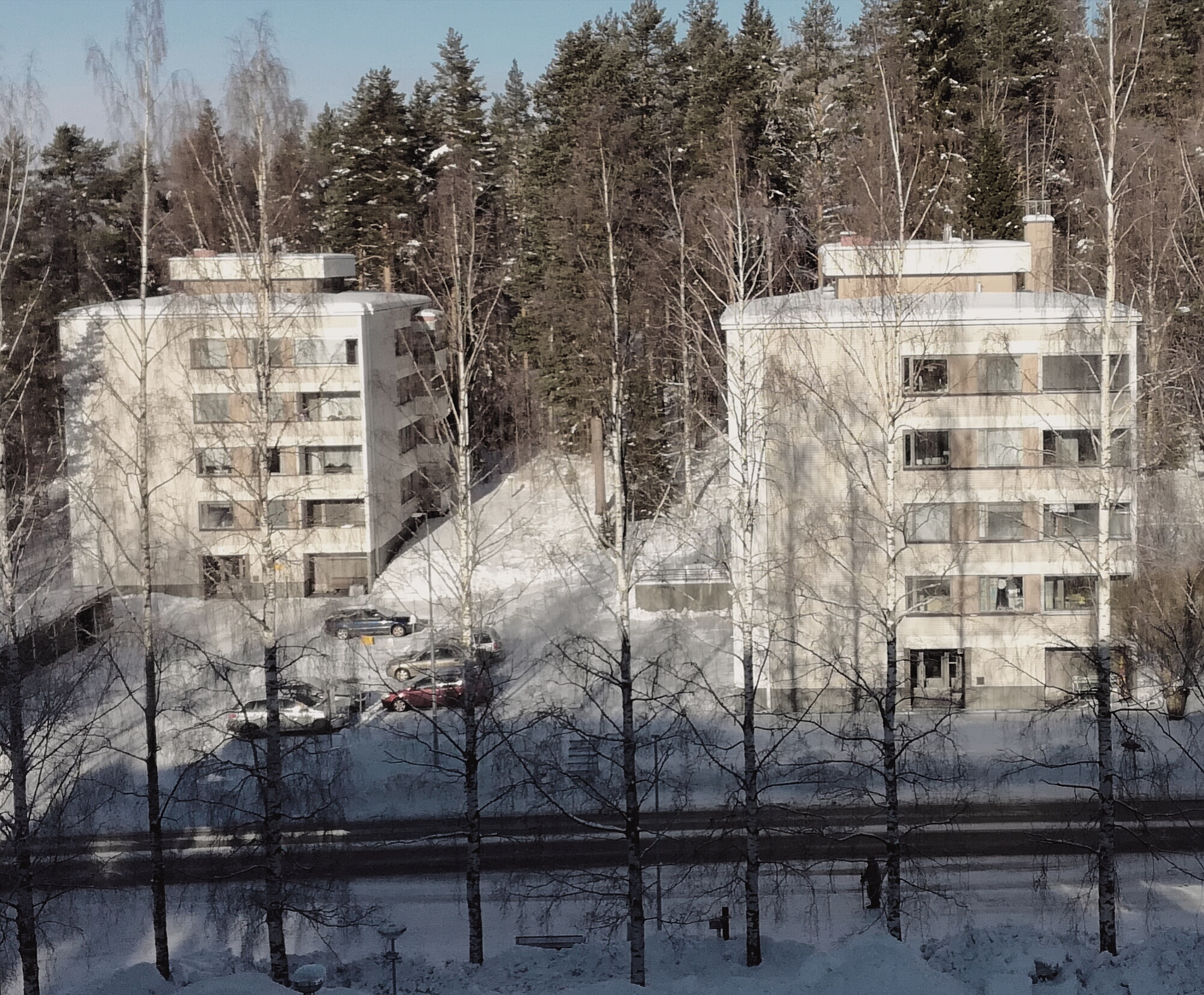
Immeuble construit en 1968.